# Catasticta pluvius
Catasticta pluvius is een vlindersoort uit de familie van de witjes (Pieridae), onderfamilie Pierinae.
De wetenschappelijke naam van de soort werd in 1928 gepubliceerd door Tessmann.